# Linda McAvan

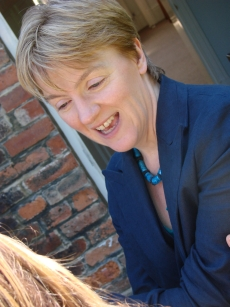
Linda McAvan

Linda McAvan (n. 2 decembrie 1962) este un om politic britanic, membru al Parlamentului European în perioadele 1994-1999, 1999-2004 si 2004-2009 din partea Regatului Unit.
1. ↑  Deputații în Parlamentul European